# Рошіорі (Бреїла)
Рошіорі (рум. Roșiori) — село у повіті Бреїла в Румунії. Адміністративний центр комуни Рошіорі.
Село розташоване на відстані 110 км на схід від Бухареста, 68 км на південний захід від Бреїли, 121 км на північний захід від Констанци, 85 км на південний захід від Галаца.

## Населення
За даними перепису населення 2002 року у селі проживали 1856 осіб, з них 1855 осіб (99,9%) румунів. Рідною мовою 1855 осіб (99,9%) назвали румунську.